# Demi Haerkens
Demi Haerkens (geboren op 30 mei 1998) is een Nederlandse para-paardensporter. Ze nam deel aan de Paralympische Zomerspelen van 2024 en won een gouden medaille op de individuele kampioenschapstest klasse IV.